# زعلان (بني ضبيان)

تعديل مصدري - تعديل

زعلان هي إحدى قرى عزلة بني ضبيان بمديرية بني ضبيان التابعة لمحافظة صنعاء، بلغ تعداد سكانها 119 نسمة حسب تعداد اليمن لعام 2004.